# Бања (област)
Бања је област у источном делу Србије. Назив је добила по Сокобањи, централном градском насељу познатом по лековитим термоминералним изворима и лечилишној функцији. Ова област служи као посредник између две веће физичко - географске области: моравске на западу и тимочке на истоку.  Тај њен карактер условљава разноврсну  морфолошку и демографску основу. 
Границе Бање су јасно одређене. На северу је од Црноречне области одвајају планине Ртањ, Слемен и Крстатац које се пружају ка Тимочком басену. Јужни обод је изграђен од стрмих кречњачких одсека Озрена, Девице и Лесковика. Источну границу формира нижи плато у коме је усечена Скробничка клисура и са кога се издижу мања брда: Тумба, Огњишњак, Иворски Врх и Бездан. Са запада је ограничена косама Рожња у чијим је одсецима усечена Бованска клисура. 
Иако је Бања затворена географска целина, она није потпуно изолована. Важну улогу у повезаности са околним крајевима имају две клисуре: Бованска која везује Бању са моравском долином на западу и Скробничка кроз коју се пролази у тимочко - књажевачки басен. На северу се преко Рашиначког Седла силази у Црну реку, а преко Озрена води стари пут ка  Нишу.

## Рељеф
Ограничена планинама, Бања представља тектонску потолину спуштену између раседа. Попречним раседом (север - југ) Бања је подељена на два дела: нижи западни и виши источни.
Најзначајнији су уздужни раседи (исток - запад) који су утицали на формирање издуженог облика котлине и на њену спуштеност ка југозападу. Један од њих се пружа дуж стрмих одсека Девице, Озрена и Лесковика и представља извориште термалних извора Сокобање. Планине Ртањ, Слемен Крстатац, Девица, Озрен и Лесковик су сачињене од кречњака и тектонски припадају планинској групи Ртња, док планине Бованске клисуре припадају старој Српско-македонској маси и изграђене су од кристаластих шкриљаца. 

### Језерски рељеф
За време плиоцена, у бањској котини се налазило језеро. Својим повлачењем језеро је оставило дебеле слојеве језерске глине, лапора и песка у нижим деловима.  Од истока према западу види се изражена серија уравњених језерских површи које су ступњевито поравњане једна изнад друге и одвојене јасним обалским одсецима.
Геоморфолошким истраживањем може се закључити да се језерска површ и терасе налазе на два нивоа: 
1. Виши ниво - Обухвата сва језерска стања које је оно створило са локалним језерским басенима. Њему припадају четири површи од којих највиша износи 1.000 m и највише је изражена испод Ртња и на Девици.
2. Нижи ниво - Обухвата све облике које је језеро створило када је било изоловано у бањском басену и отицало једино кроз Бованску клисуру.  Нижи ниво обухвата три површи од којих је најнижа  на 420 m и изражена је у западном делу басена. [2]

### Речни рељеф
Са обзиром на речни рељеф могу се издвојити два дела:
1. Виши део - У њему  су долине са приближеним странама јако ретке, а текстура је изражено груба. Између долина су широке и уравњене језерске површи. На висини 940 - 1000 m долине су суве и карсним процесом рашчлањене у низ вртача. На висини од 830 m токови нису стални, већ се појављују за време великих киша и због тога је овде ерозија слабије изражена.  Већа количина ерозије је на висини од 720 m до 830 m  јер су ту водотоци стални.
2. Нижи део - Обухвата све облике које је језеро створило када је било изоловано у бањском басену и отицало једино кроз Бованску клисуру.Нижи ниво обухвата три површи од којих је најнижа  на 420 m и изражена је у западном делу басена.[2]

Сокобањска Моравица је усекла своју долину уз сам јужни обод басена што је утицало на асиметрични изглед површине.

### Крашки рељеф
Највећи облици краса налазе се у ртањској кречњачкој области.
1. У вишој зони су облици дубљег и сувог краса: вртаче, увале, јаме, суве долине, падине леденице.
2. У нижој доминирају области плитког краса, плитке и простране увале као што је Пасиљиште. То је зона богатија површинском водом.

Плитке алувијалне вртаче налазе се у области између Ртња и Слемена, а највеће су Сесалачка Пећура и Ријушка Жљебура. На Слемену крас нема велики значај јер се на њему могу видети само кречњачки одсеци Митровог Камена и Градишта. У Скробничкој клисури издвајају се мање вртаче и шкрапе на Огњишњаку. У кречњачкој зони под Озреном и Девицом постоје две леденице и пећина Тамница. 

## Клима
На климу Бање утичу многи климатски фактори од којих се издвајају: надморска висина, експозиција терена, правац ширења планина и пружање долина.  
Ова област се налази у сокобањско - књажевачком климатском региону са умерено - континенталном климом у којој преовлађују топла лета и благе зиме. На истоку је кроз Скробничку клисуру изложена утицају источних ваздушних маса које се до ње простиру преко Влашке низије и Тимока. Просечна зимска температура није нижа од -3 °C, док просечна температура лети не прелази 22 °C. Најхладнији месеци су јануар и фебруар, а најтоплији јул и август. 
Просечна количина падавина износи 637 mm годишње. Међутим, годишња расподела атмосферских падавина није уједначена  током године и условљена је променом надморске висине. Дно Бање и алувијална раван Сокобањске Моравице годишње прими око 578 mm падавина, док у вишим деловима падне  808 mm. Просечно, на сваких 100 m висине количина падавина се повећа за 57,5 mm.  Водене талоге највише доноси кошава, док западни ветар има мали утицај. Шиљак, највиши врх планине Ртањ служи становницима за одређивање времена. Чим се он обавије маглом, одмах постоји могућност падавина.  
Бања има 24 дана током којих пада снег и 32,8 дана се налази под снежним покривачем. Највише снега падне у јануару.
Пошто је окружена високим планинама, Бања је изолованија од утицаја хладних ваздушних маса. Доминантан ветар овог подручја је кошава. Источни ветрови се највише јављају у пролеће и јесен, а ређе зими и лети. Највећу брзину имају североисточни ветрови (33 m/s). 
Највећа облачност је забележена у току зимског периода када је 7/10 неба покривено облацима, док је најмања забележена у току лета (3/10 покривености неба). Просечна инсолација током године износи 1.862 сунчана сата, чији је врхунац у јулу са 267 сати. Децембар има најнижу вредност инсолације од 48 сати. 

## Хидрографија
На хидрографске особине је највише утицао састав тла, па се према томе хидрографска област може поделити на два дела:
1. Виша кречњачка зона - Има карактер крашке хидрографије. У вишем појасу кречњачке масе крашка издан је спуштена дубоко и кречњачка површина има све карактеристике суве области. Такав је крај испод Ртња, Девице, Озрена и Лесковика. У нижем појасу кречњачке масе крашка издан је близу површине чиме настају стални речни токови и извори на површини. Овом типу припада кречњачка површ од 720 m испод Ртња и на њој се налазе стални извори. Издани се јављају и у речним долинама, попут Малог и  Големог Врела у долини Паклеша.
2. Нижа кречњачка зона - Припада јој област између Ртња и Слемена кроз коју протиче Рујишка река, а на јужној страни између Озрена и Лесковика налазе се извори: Баругџијска вода, Калиновачки извор, Ђерзелез, Ибишевица и Шопор. [2]

Све реке чине притоку Сокобањској Моравици која извире у селу Врело, у подножју Девице. Њене притке са десне стране су Блендијска, Сеселачка и Трговишка река, док је значајнија притока са  леве стране река Градашница.  Пролазећи кроз Бованску клисуру, Сокобањска Моравица испуњава водом Бовско језеро. Бованско језеро је вештачка акумулација настала изградњом бране и намењено је да се становништво Сокобање и Алексинца снабдева водом.

## Састав тла и вегетација
У Бањи се разликују два различита типа тла:
1. Кречњачко земљиште које преовлађује у вишим деловима, највише на северном, источном у јужном ободу. Оно је слабо обрасло вегетацијом, а растресито земљиште се може јавити у депресијама,  по дну вртача  и увала. Мала количина земљишта за обрађивање се налази у нижој зони где има језерских седимената помешаних са црвеницом.
2. Нижи делови области покривени  су дебелим покривачем од меких и растреситих слојева. То су језерске глине, лапори, песак и прибрежни шљунак помешан са песковитом глином. При врху се налази велика количина хумуса који даје позитивне резултате у гајењу биљних култура. У долинама река се налази  нанесена и плављена земља која је плодна и погодна за њиве и баште. [2]

Већи део површине Бање је претворен у њиве на којима се сеју разне врсте усева. Оне се налазе дуж забрана који су удаљени од села и изграђени од грубљег прибрежног језерског шљунка. Ливаде су чешће у долинама река. Шуме представљају важну одлику флоре. У најнижим деловима се јављају шуме белог граба, цера и сладуна, а њих смењују шуме јавора, мечје леске и букве. На вишим надморским висинама основу чине јела, смрча и клека.  Изузетно битну особину представља самоникло лековито биље. Откривено је више од 200 врста овог биља међу којима се највише истичу и користе: ртањски чај, кантарион, мајчина душица, враниловка, липа, хајдучица... 

## Привреда
У селима се становништво претежно бави примарним сектором - земљорадњом и сточарством.
Земљорадњом се баве средишња села попут села Трговиште, Жучковац, Бели Поток и Богдинац. Највише се гаје кукуруз и пшеница која служи као основа за исхрану људи, а у последње време се све чешће продаје на тржишту.  Раж, јечам и овас се сеју у мањим количинама. Гајењем стоке се много више бави становништво ивичних села. Гаји се највише ситна стока, овце и козе. Стока је важан привредни извор ове области. Главни су сточни производи: сир, вуна, месо и маслац. Раније, у току пролећа, становништво је стоку „издизало”  у планину на пашу, а зими се стока „спушта” у село и ручно прехрањује. Воћарство је слабије развијено. Највише се гаји шљива која се прерађује у ракију и препродаје. Пчела има мало и пчеларење се никада није интензивно развијало. 
Секундарни сектор се развија у области рударства. Експлоатационо поље рудника „Соко” захвата атаре села Читлук, Врело и локалних насеља источно, североисточни западно од села Читлук. Рудник има добру повезаност са свим деловима Србије што омогућава транспорт до удаљених делова државе. 
Пољопривредна  и индустријска функција није развије у Сокобањи. Ово насеље последњих години развија бањски туризам и он представља основни извор прихода. За разлику од сеоских насеља Бање у којима  доминира примарни сектор, Сокобања развија терцијарне (услужне) делатности и на њима базира своју економску добит. 

## Унутрашњи саобраћај
За развој унутрашње комуникације битна су три елемента: веза између појединих насеља и центра области (Сокобања), међусобна веза између насеља и веза између насеља и привредних зона.
Главна комуникациона линија која пролази кроз Бању јесте пут који повезује долину Јужне Мораве са Тимочким басеном. Од ове главне комуникационе осе одвајају се комуникационе гране које Бању везују са локалним областима. Такви су путеви који преко Лукавице воде за Црну реку и пут преко Озрена којим се раније ишло за Ниш. Ове комуникације имају велики значај за одвијање унутрашњих комуникација у Бањи.
Путеви прве врсте су обично најбољи и најпрометнији у Бањи. Њих чини главни пут са још неким наставцима: Јошаница - Жучковац - главни пут или Читлук - главни пут.
Другу врсту путева чини Јерски пут.  То је пут који од Бованске клисуре иде западном облашћу и повезује Трубаревац, Врбовац, Рујевицу и Јошаницу.  Овој врсти припада и пут који повезује Јошаницу – Врмџу – Мужинац - Шарбановац. Дуго Поље нема директне везе са другим селима већ је везано само за главну комуникацију. 
Путеви треће врсте имају сеоски значај. Они који воде до њива су шири, тако да могу послужити и за аутомобилски саобраћај. Различито се гранају, али сваки води до важнијег пута који излази на село.

## Насеља
Област Бања, поред Сокобање као свог центра, обухвата 22 села. На десној страни Сокобањске Моравице су: Трубаревац, Врбовац, Рујевица, Јошаница, Врмџа, Бели Поток, Мужинац, Шарбановац, Жучковац, Трговиште, Богдинац, Николинац, Сесалац, Рујиште, Милушинац, Читлук, Орешац и Перовица. Са леве стране Сокобањске Моравице су: Поружница, Ресник и Дуго Поље. Административно, овој области припадају и села: Језеро, Ново Село, Преконоге, Рсовци, Гојмановац и Лабуково. Села се налазе јужно од Озрена и Девице и потпуно су одвојена од Бање. 
У Бањи постоје две врсте насеља: привремена и стална.
У привремена насеља се рачунају зимске и летње сточарске појате. Летње појате су сточарски станови који се обично налазе на ободу области.  У њима се становало за време лета када је стока на испаши. Зимске појате су на приватним имањима и ближе су селу. У њима се становало само за време зиме, када се стока из планине спусти на имања. Многи људи имају само летње појате, док им је стока зими код куће, у јару. 
Стална насеља обухватају села, засеоке и варошице Бање. Ова насеља су учвршћена и редовно насељена људима који у њима задовољавају своје основне потребе. 

### Положај насеља
На положај насеља су утицала два битна фактора: морфолошки и политичко – економски. Већина старијих насеља је знатно удаљена од главних комуникационих линија. То је последица страха становништва од турског зулума и потражње за заштићеним местима. Међутим, након ослобођења почињу да се формирају нова насеља поред друмова - попут засеока Истоци и Левовик и села Бели Поток. 
Сва насеља у Бањи, на основу положаја могу се поделити у две групе: ивична и средишна. 
Ивична насеља су поређана у низ и највећим делом везана за границу између две привредне зоне, више сточарске и ниже земљорадничке. Средишна насеља се налазе у области језерских остатака. У њима се становништво бави земљорадњом и зато се она налазе у средини атара. Таква села су: Жучковац, Трговиште, Бели Поток и Богдинац.  Села Николинац и Читлук чине прелаз између ова два типа. Рујиште не пропада ни једном од ова два типа јер је оно ексцентрично према области. 

### Тип села
Према Јовану Цвијићу, села у Бањи припадају збијеном типу, али су куће разређеније и између њих има више простора. Такође, могу се уочити разлике у облику насеља и у распореду кућа. Ако се обрати пажња на облик села, она се могу поделити на овална и издужена. 
1. Овална села су она насеља која су имала простора да се развијају у свим правцима. Такав је случај са селима која леже на језерским површинама као што су: Трубаревац, Врбовац, Рујевица и Ресник. Слично је и са оним селима која су развијена са обе стране речне долине: Мужинац, Шарбановац, Николинац, Читлук, Јошаница и Врмџа.  Али, ако је село спречено да се шири у неком правцу, као што је случај са селима која леже на једној старни долине, она добијају полукружни облик. То су једнострана овална села попут села Жучковац, Трговиште, Сесалац, Орешац и Богдинац.
2. Издужена села нису имала довољно простора за развијање. То је последица развоја на уској тераси или речној долини.  Пример овог типа је село Дуго Поље (дугачко 3 km и широко 600 - 800 m).[2]

По распреду кућа, села се изузетно разликују. Овална села имају најгушћу концентрацију кућа у средини простора. То је „средсело” где је општина и где се сељаци скупљају. Од средине ка периферији куће се све више разређују. Такав је случај код Јошанице, Николинца, Милушинца и Мужинца где је средиште села на долинској равни, а куће су изграђене уз долинске стране. Код села која су на једној страни долине реке (полукружна села) најгушћа је концентрација кућа поред реке. Најбољи примери су села Жучковац, Трговиште и Сесалац.  Код овалних и полуовалних села нема махала, већ су се поједини крајеви називали по угледним породицама. Само код неких разређених села могу се појавити издвојене групе кућа: Језерске куће у Врбовцу и Карловске куће у Шарбановцу...
Дуго Поље, као издужено село, нема збијени центар кућа. Овде су куће подељене на јасно одвојене групе у оквиру којих су се разликовале три махале: Павловска, Матинска и Камењарска. 

### Кућа и остале зграде
По народном предању, најстарија кућа Бање је била брвнара, док у новије време преовлађују савремене куће. У сеоском дворишту су, поред куће, још неколико одељења: кошара, дреје (зграда у којој се чува одело), кош за кукуруз и амбар за жито, јар за стоку, плевња за сламу, трем за алате, кочина за живину... Често су две или више грађевина спојене како би се уштедело у грађи и простору.  Куће и зграде су зидали удружени сељаци. Свака кућа имала је одређену површину под шумом и плац под засадима. У зависности од положаја, нека насеља су имала плац релативно близу домаћинстава, док су друга била знатно удаљена од њега.
Изузетак представља Сокобања, бањско насеље које се највише развило. У њој преовлађују особине градског простора: многобројне зграде са становима и савремене куће без пољопривредних зграда.  Насеље захвата велику површину рашчлањену парковима и широким улицама, шеталиштима и одмаралиштима. 